# Столчно
Столчно (пол. Stołczno) — село в Польщі, у гміні Члухув Члуховського повіту Поморського воєводства.
Населення — 171 особа (2011).
У 1975-1998 роках село належало до Слупського воєводства.

## Демографія
Демографічна структура станом на 31 березня 2011 року:
|          | Загалом | Допрацездатний вік | Працездатний вік | Постпрацездатний вік |
| -------- | ------- | ------------------ | ---------------- | -------------------- |
| Чоловіки | 90      | 27                 | 55               | 8                    |
| Жінки    | 81      | 19                 | 47               | 15                   |
| Разом    | 171     | 46                 | 102              | 23                   |